# Kızılırmak
Kızılırmak là một huyện thuộc tỉnh Çankırı, Thổ Nhĩ Kỳ. Huyện có diện tích 434 km² và dân số thời điểm năm 2007 là 8823 người, mật độ 20 người/km².